# Fàbrica de vidre (Cervelló)
La Fàbrica de vidre és un edifici del municipi de Cervelló (Baix Llobregat) que forma part (només l'edifici de les antigues oficines d'estil modernista. Havia estat una antiga fàbrica de cotó anomenada Can Planella), de l'Inventari del Patrimoni Arquitectònic de Catalunya. En canvi, la fàbrica de vidre -la part realment important- no està catalogada.

## Descripció
És una fàbrica de vidre amb tres cossos diferenciats, la fàbrica gran, una fàbrica petita i les oficines. La fàbrica és un edifici ampli de l'arquitecte Antoni Millàs i Figuerola que va anar tenint ampliacions i en la qual es va annexionar una petita fàbrica de vidre, tocant a la Torre de les Monges. L'edifici de les oficines és d'estil modernista (va ser una antiga fàbrica de teixits de cotó de la qual no se'n sap el nom de l'arquitecte) de planta rectangular molt més llarga que ample. La façana principal té dues grans finestres a nivell de carrer (modificades als anys 60) i per sobre, separats per una cornisa, sobresurt un cos decoratiu. Aquesta zona superior té un cos central de majors dimensions i està coronada per un arc de mig punt; els cossos laterals tenen una pilastra en la seva part interna, decorada amb baixos relleus de forma rectangular i un petit quadrat en la part inferior, i, recolzada en la pilastra, un quart d'esfera de cinc radis treballat en rajol. El març de 2022, es va esfondrar -en part- aquest edifici.

## Història
Els treballadors de la fàbrica de vidre Mensa van fer una vaga el 1893, un grup dels mateixos es constituïren en una cooperativa anomenada "La Protectora" -va ser la primera cooperativa de vidre de Catalunya- i construïren un forn nou, el qual durà 14 anys (1893-1907). Després la fàbrica passà per diversos propietaris, entre ells Lligé el 1913.
"Cristalleria Cervellonense" es va constituir l'any 1930 i el 1931 Josep Sans arriba a Cervelló per crear una cooperativa. Va aconseguir trobar gent per fer anar la fàbrica però en Sans, al cap de poc temps, es va desentendre dels compromisos adquirits i ho va deixar per anar amb altres socis com Pujol i Torra. La fàbrica va funcionar fins al 1948. Després dels conflictes, l'any 1934 es va crear la "Cooperativa Popular Vidriera de Cervelló" i l'edifici on van estar era el forn de Cal Bordas (forn que ja havia funcionat anteriorment). La nova cooperativa va cessar la seva activitat el 1936 malgrat que, oficialment, no va ser fins a l'any 1938. En aquesta mateixa fàbrica de la cooperativa, a principis dels anys 1940 s'hi va posar la "Cristalleria Planell", de les Corts de Barcelona. (Cal fer menció que el forn Bordas estava adjunt a l'edifici de la fàbrica gran).

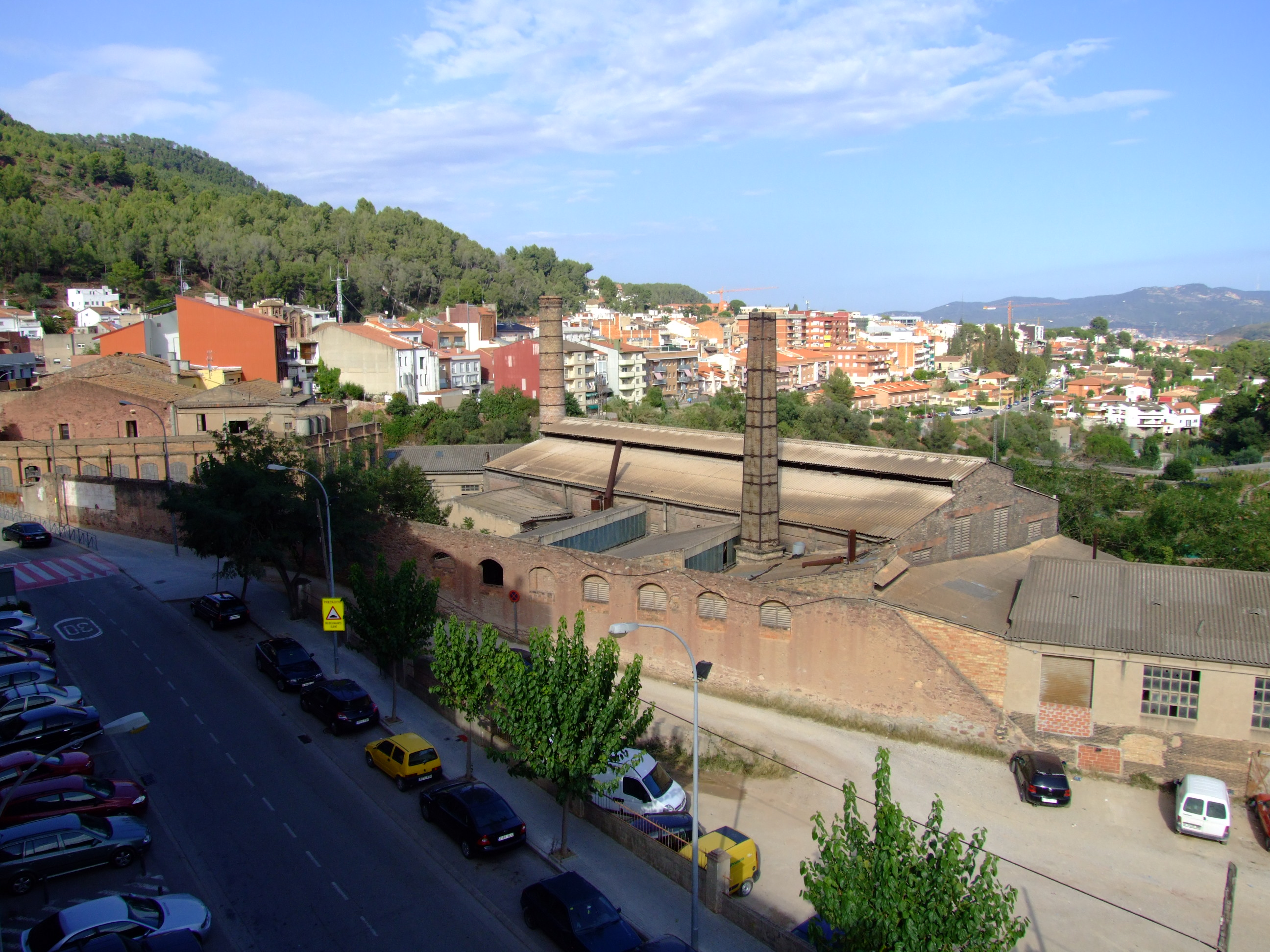

A la segona meitat dels anys 1940 hi va haver una crisi general en el sector del vidre i a Cervelló Planell va tancar i els treballadors van anar a treballar a la fàbrica de Barcelona. La fàbrica d'en Sans, que també va tancar fou adquirida per la família Pedret l'any 1948. Aquesta família provenien del Masnou i va garantir l'estabilitat de la feina del vidre al poble. Anys més tard, a principis de 1980 una altra crisi va fer que es formés una cooperativa SAL entre els treballadors. El 1989 la indústria del vidre deixà de funcionar.
Al carrer de Joaquim Mensa, l'edifici de les oficines, d'estil modernista, havia estat una indústria tèxtil de cotó, anomenada Can Planella, i es va incorporar a la resta de la fàbrica de vidre amb la compra de la família Pedret. Resulta anòmal que només l'edifici de les oficines s'hagi catalogat com patrimoni BCIL (que no va tenir relació amb el vidre fins al 1948) i no el conjunt de la fàbrica que és el més interessant i data del s. XIX.